# ساوت المسال
latitudeساوت المسالlongitudeساوت المسال
ساوت المسال (به انگلیسی: South Elmsall) یک شهرک در بریتانیا است که در سیتی ویکفیلد واقع شده‌است.

## خصوصیات
ساوت المسال ۶٬۱۰۷ نفر جمعیت دارد.

## خواهرخوانده
شهر وتر خواهرخواندهٔ ساوت المسال هست.